# Markus Steilemann

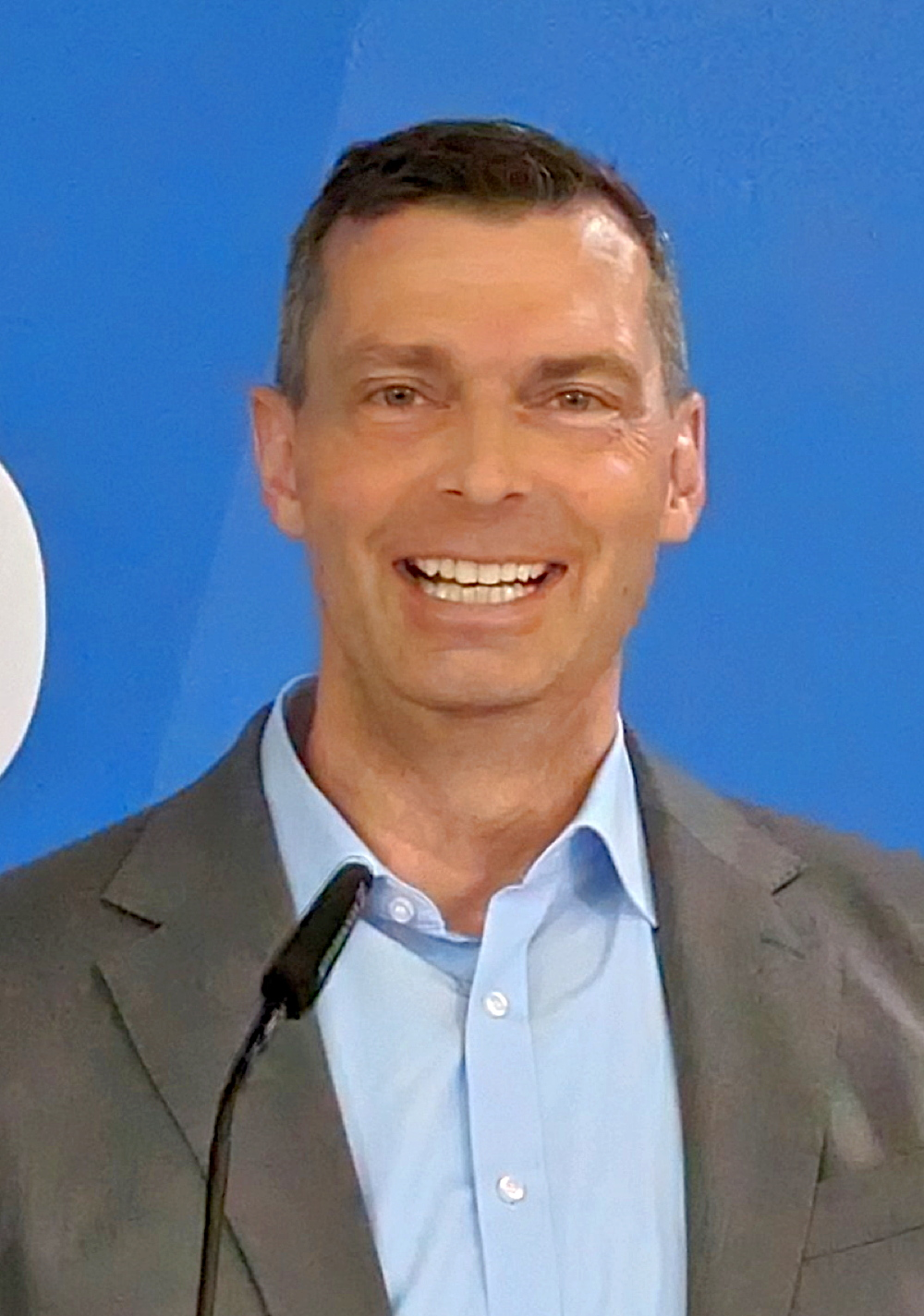
Markus Steilemann bei einer VCI-Pressekonferenz in Frankfurt/Main Juli 2023

Markus Steilemann (* 30. April 1970 in Geilenkirchen) ist ein deutscher Chemiker und Manager und seit Juni 2018 Vorstandsvorsitzender des Kunststoffherstellers Covestro AG.

## Leben und beruflicher Werdegang
Steilemann studierte Chemie und BWL an der RWTH Aachen und promovierte dort. 1999 begann er seine berufliche Laufbahn bei der Bayer AG. Ab 2008 gehörte er der Leitung des Geschäftsbereichs Polycarbonates bei Bayer MaterialScience an. Von 2013 bis 2015 lebte er in China und leitete den Geschäftsbereich in China. 2015 kehrte er nach Deutschland zurück und wurde Mitglied des Vorstands der Covestro AG, die aus der Bayer Materialscience hervorgegangen war. Er war dort zuständig für den Bereich Innovation. Zusätzlich übernahm er später die Leitung des Geschäftsbereichs Polyurethanes. Von 2017 bis zu seiner einstimmigen Wahl zum Vorstandsvorsitzenden war er als Chief Commercial Officer verantwortlich für Marketing und Vertrieb. Am 1. Juni 2018 wurde Steilemann dann Vorstandsvorsitzender von Covestro.
Im September 2018 kündigte Steilemann weitere Investitionen und Übernahmen bei Covestro an, musste aber im November 2018 eine Gewinnwarnung für Covestro bekanntgeben. Für 2020 erhielt er den Georg-Menges-Preis.
Im September 2022 wurde Steilemann zum Präsidenten des Verbands der Chemischen Industrie gewählt.
Steilemann ist mit einer Brasilianerin verheiratet und hat zwei Kinder. Die Familie lebt in Köln.